# San Antonio Huista
San Antonio Huista est une ville du Guatemala dans le département de Huehuetenango.